# 土耳其廣播電視公司安納托利亞頻道
土耳其廣播電視公司安那托利亞頻道（土耳其語：TRT Anadolu）是土耳其廣播電視公司一條已經取消的電視頻道，於2010年10月18日正式開播。該條頻道與土耳其各個地方電視台存在一定合作關係，並會播放全國81個省份部分本地新聞快報。最終頻道在2013年7月8日停止廣播，由土耳其廣播電視公司宗教頻道（TRT Diyanet）取而代之。